# 5-苯基-8-羟基喹啉
5-苯基-8-羟基喹啉是一种有机化合物，化学式为C15H11NO。它可由8-甲氧基喹啉和NBS溴代后，与苯硼酸在四(三苯基膦)钯催化下偶联得到。它和五甲基环戊二烯基二氯化铱二聚体反应，可以得到橙色的五甲基环戊二烯基(5-苯基喹啉-8-氧基)氯化铱(III)。